# Daton Fix
Daton Duain Fix (ur. 11 marca 1998) – amerykański zapaśnik walczący w stylu wolnym. Srebrny medalista mistrzostw świata w 2021. Mistrz igrzysk panamerykańskich w 2019. Złoty medalista mistrzostw panamerykańskich w 2022. Mistrz świata juniorów w 2017; trzeci w 2016 i 2018. Wicemistrz igrzysk młodzieży w 2014. Trzeci na MŚ kadetów w 2015 roku.
Zawodnik Charles Page High School z Sand Springs i Oklahoma State University. Zajął drugie miejsce w All-American w NCAA Division I w 2019, 2021,  2022 i 2024; czwarte w 2023 roku.